# Kabinett Svinhufvud II
Das Kabinett Svinhufvud II war das 18. Kabinett in der Geschichte Finnlands. Es amtierte vom 4. Juli 1930 bis zum 21. März 1931. Das Kabinett bestand aus den Parteien Landbunds (ML), Nationale Sammlungspartei (KOK), Schwedische Volkspartei (RKP) und Nationale Fortschrittspartei (ED).

## Minister
| Ressort                                   | Name                  | Partei     | Amtszeitbeginn   | Amtszeitende     |
| ----------------------------------------- | --------------------- | ---------- | ---------------- | ---------------- |
| Ministerpräsident                         | Pehr Evind Svinhufvud | KOK        | 4. Juli 1930     | 18. Februar 1931 |
| stellvertretender Ministerpräsident       | Juho Vennola          | ED         | 18. Februar 1931 | 21. März 1931    |
| Äußeres                                   | Hjalmar Procopé       | unabhängig | 4. Juli 1930     | 21. März 1931    |
| Justiz                                    | Karl Söderholm        | RKP        | 4. Juli 1930     | 21. März 1931    |
| Inneres                                   | Erkki Kuokkanen       | KOK        | 4. Juli 1930     | 21. März 1931    |
| Verteidigung                              | Albin Manner          | ML         | 10. Juli 1930    | 21. März 1931    |
| stellvertretender Verteidigungsminister   | Albin Manner          | ML         | 4. Juli 1930     | 10. Juli 1930    |
| stellvertretender Verteidigungsminister   | Hugo Österman         | unabhängig | 10. Juli 1930    | 21. März 1931    |
| Finanzen                                  | Juho Vennola          | ED         | 4. Juli 1930     | 21. März 1931    |
| Bildung                                   | Paavo Virkkunen       | KOK        | 4. Juli 1930     | 21. März 1931    |
| Landwirtschaft                            | August Raatikainen    | ML         | 4. Juli 1930     | 21. März 1931    |
| stellvertretender Landwirtschaftsminister | Juho Koivisto         | ML         | 4. Juli 1930     | 21. März 1931    |
| Verkehr und öffentliche Arbeiten          | Rolf Witting          | RKP        | 4. Juli 1930     | 21. März 1931    |
| Handel und Industrie                      | Axel Solitander       | unabhängig | 4. Juli 1930     | 21. März 1931    |
| Soziales                                  | Eino Tuomivaara       | ML         | 4. Juli 1930     | 21. März 1931    |